# Valerius Gratus
Valerius Gratus fut le quatrième préfet romain de Judée de 15 à 26 ap. J.-C. sous le règne de Tibère. Il succéda à ce poste à Annius Rufus et fut remplacé par Ponce Pilate.

## Le Préfet
Il devient préfet de Judée en l'an 15, peu après l'avènement de Tibère qui le nomme à ce poste. Sa tâche est rude car la province n'avait été placée sous la tutelle de l'empire qu'en 6 apr. J.-C. et les gouverneurs précédents avait eu fort à faire avec les mouvements de contestations.

Le gouvernement de Gratus fut remarquable par les changements fréquents qu'il apporta au poste du Grand prêtre d'Israël. Ainsi, il déposa Ananus (appelé aussi Anân ou Ananias notamment dans les évangiles) et lui substitua Ishmael ben Phabi (Ismaël, fils de Phabi) (15-16) ; puis Eleazar, un fils d'Ananus (16-17) ; ce fut ensuite Simon, le fils de Camith (17-18) et finalement Joseph Caiaphas (traditionnellement appelé Caïphe dans les évangiles), gendre d'Ananus (18-36).

## Dans la culture populaire
Dans le livre Ben-Hur de Lewis Wallace publié en 1880 et ses adaptations cinématographiques, Gratus manque d'être tué par une tuile que la sœur de Judah Ben-Hur fait accidentellement tomber, ce qui provoque l'arrestation de Ben-Hur et déclenche tous les événements ultérieurs. Dans le roman, Gratus est dépeint comme un gouverneur corrompu qui s'en prend à la famille de Ben-Hur pour s'enrichir.
Il est interprété par Mino Doro dans le film de William Wyler sorti en 1959, la version la plus célèbre.